# Répcelak
Répcelak är en mindre stad i Ungern.

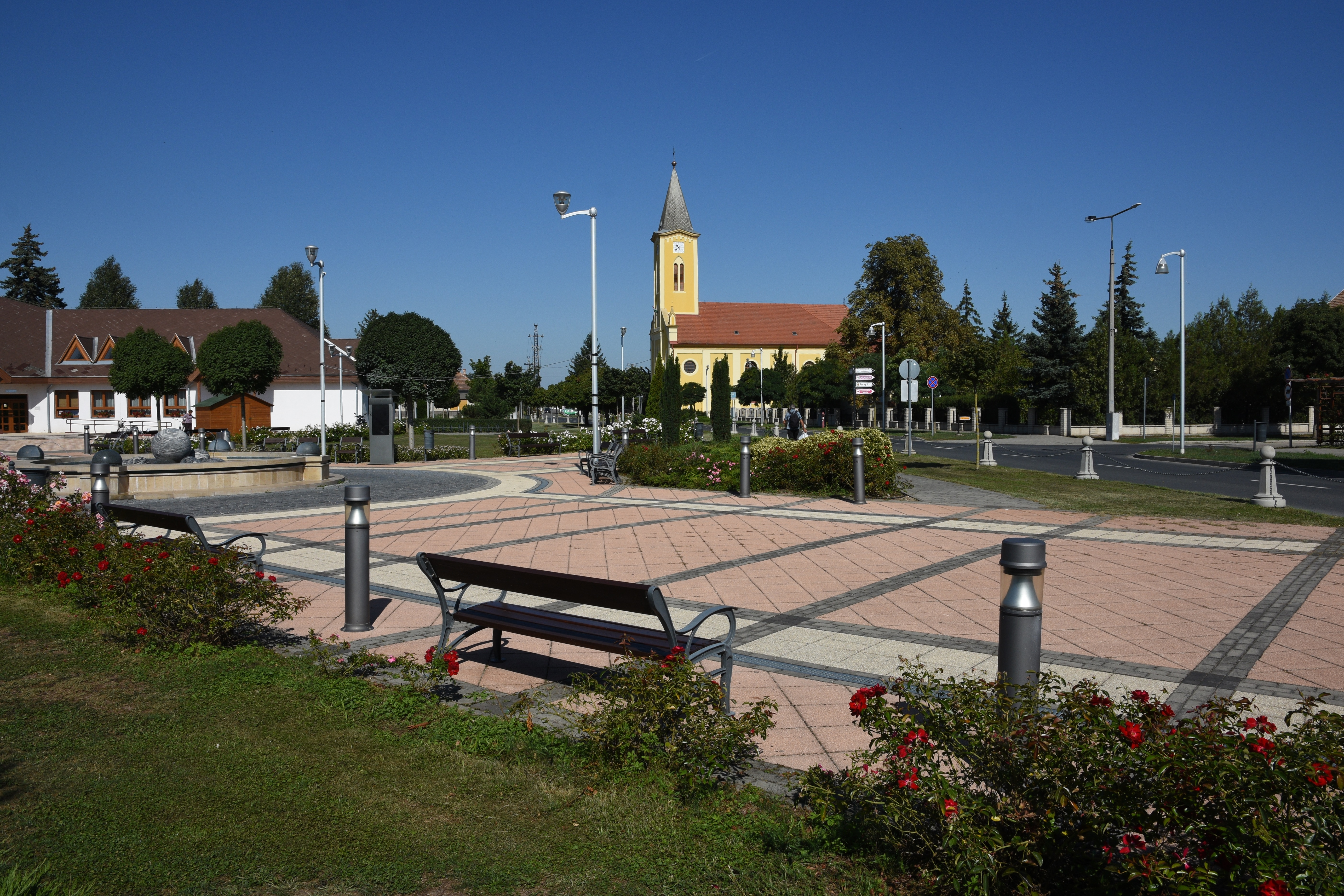
Répcelak, 2019.